# Dezna
Dezna là một xã thuộc hạt Arad, România. Dân số thời điểm năm 2002 là 1510 người.